# Хејден Лејк (Ајдахо)
Хејден Лејк (енгл. Hayden Lake) град је у америчкој савезној држави Ајдахо.

## Демографија
По попису из 2010. године број становника је 574, што је 80 (16,2%) становника више него 2000. године.
| Група             | 2000.       | 2010.       |
| Белци             | 488 (98,8%) | 547 (95,3%) |
| Афроамериканци    | 0 (0,0%)    | 0 (0,0%)    |
| Азијати           | 1 (0,2%)    | 3 (0,5%)    |
| Хиспаноамериканци | 4 (0,8%)    | 17 (3,0%)   |
| Укупно            | 494         | 574         |